# Туна реснитчатая
Туна реснитчатая (лат. Toona ciliata) — дерево рода Toona, которое растёт по всей Южной Азии от Афганистана до Папуа-Новой Гвинеи и Австралии.

## Описание
В Австралии естественной средой обитания деревьев являются субтропические леса Нового Южного Уэльса и Квинсленда, большая часть которых была значительно вырублена. Вид может вырасти примерно до 60 м в высоту, а ствол — до 3 м в обхвате. Самое большое зарегистрированное дерево T. ciliata в Австралии выросло около реки Нулла Нулла, к западу от Кемпси, Новый Южный Уэльс, и было срублено в 1883 году.
Одно из немногих местных листопадных деревьев Австралии. Древесина красного цвета, легко обрабатывается и очень ценится. Она широко использовалась для изготовления мебели, обшивки и строительства, включая кораблестроение, и австралийские поселенцы называли её «красным золотом». В XIX и начале XX веков почти все крупные деревья были вырублены, и этот вид, в основном, перестал использоваться для промышленного использования. Доступность этой древесины в настоящее время ограничена. В настоящее время древесина также заготавливается в Новой Гвинее.
Лучше всего растёт в среде с высоким уровнем освещённости, однако в относительной темноте подлеска дождевого леса менее подвержен нападению Hypsipyla robusta, которая откладывает яйца на верхушку дерева, позволяя личинкам зарываться в ствол. Это приводит к тому, что дерево отмирает, а древесина становится низкокачественной.

## Галерея
- Плоды и семена
- Всходы
- Саженцы
- Ветка с красными листьями
- Дерево с красными листьями
- Кора
- Зрелые деревья
- Дерево в возрасте двух лет
- Дерево в возрасте 60 лет
- Зрелые деревья
- Дерево ростом в 40 метров
- Восьмилетние посадки